# Berrobi
Berrobi è un comune spagnolo di 566 abitanti situato nella comunità autonoma dei Paesi Baschi.